# Guy Caron

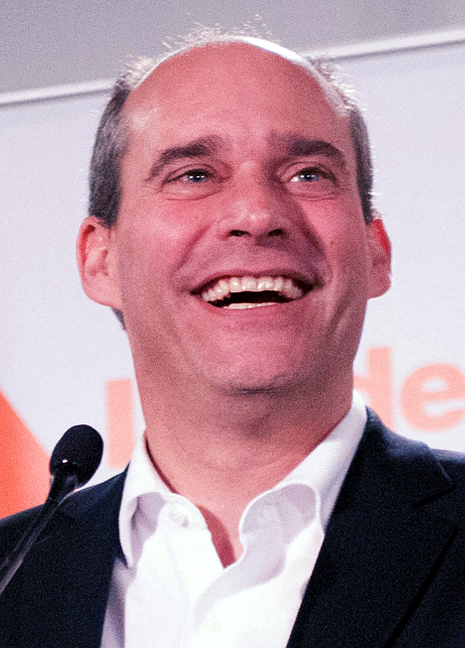
Guy Caron 2017

Guy Caron (* 13. Mai 1968 in Rimouski, Québec) ist ein kanadischer Politiker, der seit 2021 Bürgermeister von Rimouski ist. Von 2011 bis 2019 war er zudem als Mitglied der Neue Demokratische Partei Abgeordneter des Wahlkreises Rimouski-Neigette-Témiscouata-Les Basques.

## Frühes leben und karriere
Caron wurde in Rimouski, Quebec, geboren. Er erwarb 1992 einen Bachelor-Abschluss in Kommunikationswissenschaften an der Universität Ottawa. Von 1992 bis 1994 war er Präsident der Studentenvereinigung der Universität Ottawa. Zwischen 1994 und 1996 war er nationaler Präsident der Canadian Federation of Students. 2001 erhielt er einen Master-Abschluss in Wirtschaftswissenschaften von der Université du Québec à Montréal.
Während seines Studiums arbeitete Caron als Journalist. Er arbeitete für die Radiosender CKLE und CKMN-FM sowie für die Zeitungen Progrès-Écho und Rimouskois. Vor seinem Eintritt in die Politik war Caron Forscher und Ökonom bei der Communications, Energy and Paperworkers Union of Canada. Zuvor arbeitete er für The Council of Canadians, eine gemeinnützige politische Interessenvertretung. Während er dort arbeitete, verfasste er ein Buch über die Beziehungen zwischen Kanada und den Vereinigten Staaten.

## Politische Karriere
Caron kandidierte erfolglos in den Wahlkreisen Rimouski-Neigette–Témiscouata–Les Basques in den Jahren 2004, 2006 und 2008 als Kandidat der Neuen Demokratischen Partei. 2011 besiegte er den amtierenden Bloc Québecois, Claude Guimond, und erhielt 43 Prozent der Stimmen. Caron wurde 2015 wiedergewählt.
Im Februar 2017 kündigte Caron an, für die Nachfolge von Thomas Mulcair als Parteivorsitzender der Neuen Demokratischen Partei zu werben. Caron erklärte, dass die beiden größten Herausforderungen, mit denen das Land konfrontiert sei, die Einkommensungleichheit und der Klimawandel seien. Während der Kampagne der Parteiführung versprach Caron auch ein bedingungsloses Grundeinkommen und einen Plan zur Bekämpfung der Steuerhinterziehung. Bei der Wahl zur Führung am 1. Oktober 2017 belegte Caron mit 9,4 % der Stimmen den vierten Platz. Jagmeet Singh gewann die Führung, wobei Charlie Angus und Niki Ashton die Plätze zwei und drei belegten.
Bei den Unterhauswahlen 2019 wurde Caron nicht wiedergewählt. Im November 2020 kündigte Caron seinen Wahlkampf als Bürgermeister von Rimouski an. Die Wahl am 7. November 2021 gewann er mit über 80 Prozent der Stimmen.